# لا كوتور (باد كاليه)
لا كوتور، باد كاليه (بالفرنسية: La Couture, Pas-de-Calais)‏ هي بلدية تقع في إقليم باد كاليه من منطقة نور با دو كاليه في شمال فرنسا. تبلغ مساحة هذه المدينة 13.52 (كم²)، وترتفع عن سطح البحر 18 م، يبلغ عدد سكانها 2249 نسمة حسب إحصاء المعهد الوطني للإحصاء والدراسات الاقتصادية سنة 2009 م. وترأس Raymond Gaquère البلدية خلال فترة (2008-2014).